# بوزینگن (بادن-وورتمبرگ)
بوزینگن (به آلمانی: Bösingen) یک شهر در آلمان است که در روتوایل واقع شده‌است.